# كأس أوروبا 1966–67
كأس أوروبا 1966–67 هو الموسم الثالث عشر من بطولة دوري أبطال أوروبا والتي كانت تُسمى في ذلك الوقت بكأس أوروبا. فاز نادي سيلتيك الإسكتلندي للمرة الأولى والوحيدة باللقب وذلك بعد أن تغلب على إنتر ميلان بنتيجة 2-1. أقيمت المباراة النهائية بين الفريقين على الملعب الوطني في العاصمة البرتغالية لشبونة بتاريخ 25 مايو من عام 1967.
يعتبر نادي سلتيك أول نادي بريطاني يفوز بالبطولة، وتبعه النادي الإنجليزي مانشستر يونايتد في الموسم اللاحق.

## الدور التمهيدي
| فريق 1           | النتيجة الإجمالية | فريق 2     | مباراة الذهاب | مباراة الإياب |
| ---------------- | ----------------- | ---------- | ------------- | ------------- |
| سلايما واندريرز  | 6-1               | سسكا صوفيا | 2-1           | 4-0           |
| ووترفورد يونايتد | 12-1              | فرانكفورت  | 6-1           | 6-0           |

## الدور الأول
| فريق 1                    | نتيجة إجمالية | فريق 2          | الذهاب | الإياب |
| ------------------------- | ------------- | --------------- | ------ | ------ |
| مالمو                     | 5-1           | أتلتيكو مدريد   | 2-0    | 3-1    |
| أدميرا فاكر مودلينغ       | 1-0           | فويفودينا       | 1-0    | 0-0    |
| ناتدبيرنوفيلاغ ريكيافيكور | 8-4           | نانت            | 3-2    | 5-2    |
| سلتيك                     | 0-5           | زيورخ           | 0-2    | 0-3    |
| أياكس                     | 1-4           | بشكتاش          | 0-2    | 1-2    |
| ليفربول                   | 3-31          | بترولول بلويشتي | 0-2    | 3-1    |
| إيسبيرغ                   | 6-0           | دوكلا براغ      | 2-0    | 4-0    |
| هكا                       | 12-1          | رويال أندرلخت   | 10-1   | 2-0    |
| إنتر ميلان                | 0-1           | توربيدو موسكو   | 0-1    | 0-0    |
| فاساس                     | 0-7           | سبورتينغ لشبونة | 0-5    | 0-2    |
| ميونخ 1860                | 1-10          | أومونيا         | 0-8    | 1-2    |
| فوليرينغا                 | (فوز-انسحاب)  | تيرانا          | -      | -      |
| أريس بونيفوي              | 9-4           | لينفيلد         | 3-3    | 6-1    |
| سسكا صوفيا                | 2-3           | أولمبياكوس      | 1-3    | 1-0    |
| غورنيك زابجه              | 3-32          | فرانكفورت       | 1-2    | 2-1    |

1 فاز ليفربول على بترولول بلويشتي 2-0 في مباراة فاصلة ليتأهل إلى الدور الثاني.

2 فاز غورنيك زابجه على فرانكفورت 3-1 في مباراة فاصلة ليتأهل إلى الدور الثاني.

### مباريات الذهاب
| مالمو | 2-0   | أتليتكو مدريد               |
| ----- | ----- | --------------------------- |
|       | تقرير | خوسيه كاردونا لويس أراغونيس |

| أدميرا فاكر مودلينغ | 1-0   | فويفودينا       |
| ------------------- | ----- | --------------- |
|                     | تقرير | شيتفان سيكيريتش |

| ناتدبيرنوفيلاغ ريكيافيكور   | 3-2   | نادي نانت                            |
| --------------------------- | ----- | ------------------------------------ |
| إيليرت شرام 43' (ركلة.) 82' | تقرير | فيليب غونديه 6'، 62' · جاك سيمون 10' |

| سلتيك                           | 0-2   | زيورخ |
| ------------------------------- | ----- | ----- |
| تومي جيمل 61' · جو ماكبرايد 69' | تقرير |       |

| أياكس              | 0-2   | بشكتاش |
| ------------------ | ----- | ------ |
| بيت كايزر 16'، 85' | تقرير |        |

| ليفربول                             | 0-2   | بترولول بلويشتي |
| ----------------------------------- | ----- | --------------- |
| يان سانت جون 71' · إيان كالاهان 80' | تقرير |                 |

| إيسبيرغ | 2-0   | دوكلا براغ                                 |
| ------- | ----- | ------------------------------------------ |
|         | تقرير | بورجي إنيمارك 63' (ه.ذ) · ميلان دفوراك 67' |

| هكا            | 10-1  | رويال أندرلخت                                                                                           |
| -------------- | ----- | --- |
| اسكو ماكيلا 5' | تقرير | باول فان همست 6'، 12'، 26'، 52'، 58' · يوهان ديفرينت 16'، 42'، 75' · ويفلريد بوي 31' · جوجي كايويلا 40' |

| إنتر ميلان               | 0-1   | توربيدو موسكو |
| ------------------------ | ----- | ------------- |
| فاليري فورونين 63' (ه.ذ) | تقرير |               |

| فاساس                                                            | 0-5   | سبورتينغ لشبونة |
| ---------------------------------------------------------------- | ----- | --------------- |
| ساندور باكوس 29' · لايوس بوشكاش 37'، 89' · يانوش فاركاش 52'، 64' | تقرير |                 |

| ميونخ 1860                                                                          | 0-8   | أومونيا |
| ----------------------------------------------------------------------------------- | ----- | ------- |
| فريدهيلم كونيتزكا 5'، 19'، 54'، 78' · هانز كوبرز 8'، 35' · ويلفريد كوهلارس 25'، 63' | تقرير |         |

| أريس بونيفوي                                             | 3-3   | لينفيلد                                            |
| -------------------------------------------------------- | ----- | -------------------------------------------------- |
| برتراند هيجير 1' · نيكولاس هوفمان 60' · جوسي كيرشينس 68' | تقرير | بريان هاميلتون 33' · فيل سكوت 48' · سامي بافيس 58' |

| سسكا صوفيا                                                | 1-3   | أولمبياكوس               |
| --------------------------------------------------------- | ----- | ------------------------ |
| ديميتار بينيف 64' · إيفان فاسيليف 71' · نيكولا تسانيف 90' | تقرير | أريستيديس بابازوجولو 31' |

| غورنيك زابجه       | 1-2   | فرانكفورت         |
| ------------------ | ----- | ----------------- |
| إرنست بول 38'، 71' | تقرير | أوتو فرابدورف 57' |

### مباريات الإياب
| أتليتكو مدريد                                              | 1-3   | نادي مالمو       |
| ---------------------------------------------------------- | ----- | ---------------- |
| لويس أراغونيس 18' · خورخي مندونسا 57' · خوسيه أورتياجا 66' | تقرير | إنجفار سفاهن 23' |

فاز أتليتكو مدريد 5-1 في المجموع.
| فويفودينا | 0-0   | أدميرا فاكر مودلينغ |
| --------- | ----- | ------------------- |
|           | تقرير |                     |

فاز فويفودينا 1-0 في المجموع.
| نانت                                                                       | 2-5   | ناتدبيرنوفيلاغ ريكيافيكور                 |
| -------------------------------------------------------------------------- | ----- | ----------------------------------------- |
| جين-كلود سوادو 8' · جاك سيمون 9' · فرانسيس ماغني 42'، 65' · هنري ميشيل 63' | تقرير | بالدفين بالدفينسون 58' · هورور ماركان 77' |

فاز نانت 8-4 في المجموع.
| نادي زيورخ | 3-0   | نادي سلتيك                                    |
| ---------- | ----- | --------------------------------------------- |
|            | تقرير | تومي جيمل 22'، 48' (ركلة.) · ستيفي شالمرز 39' |

فاز سلتيك 5-0 في المجموع.
| بشكتاش             | 2-1   | أياكس                          |
| ------------------ | ----- | ------------------------------ |
| فاروق كاردوجان 53' | تقرير | سياك سوارت 61' · بيت كايزر 89' |

فاز أياكس 4-1 في المجموع.
| بترولول بلويشتي                                                  | 1-3   | ليفربول      |
| ---------------------------------------------------------------- | ----- | ------------ |
| كونستانتين مولدوفينو 36' · ألكساندرو بوك 59' · ميرسيا دريديا 65' | تقرير | روجر هنت 50' |

تعادل الفريقان بنتيجة إجمالية 3-3 وتوجها لمباراة فاصلة.
| ليفربول                             | 0-2   | بترولول بلويشتي |
| ----------------------------------- | ----- | --------------- |
| يان سانت جون 13' · بيتر تومبسون 43' | تقرير |                 |

فاز ليفربول في المباراة الفاصلة.
| دوكلا براغ                                                        | 0-4   | نادي إيسبيرغ |
| ----------------------------------------------------------------- | ----- | ------------ |
| ستانيسلاف شترونك 17' · جوزيف فاسينوفسكي 44'، 57' · إيفان مراز 47' | تقرير |              |

فاز دوكلا براغ 6-0 في المجموع.
| رويال أندرلخت                         | 0-2   | هكا |
| ------------------------------------- | ----- | --- |
| باول فان همست 25' · يوهان ديفرينت 61' | تقرير |     |

فاز أندرلخت 12-1 في المجموع.
| توربيدو موسكو | 0-0   | إنتر ميلان |
| ------------- | ----- | ---------- |
|               | تقرير |            |

فاز الإنتر 1-0 في المجموع.
| سبورتينغ لشبونة | 2-0   | فاساس                            |
| --------------- | ----- | -------------------------------- |
|                 | تقرير | تيبور بال 80' · لايوس بوشكاش 88' |

فاز فاساس 7-0 في المجموع.
| أومونيا        | 2-1   | ميونخ 1860                                        |
| -------------- | ----- | ------------------------------------------------- |
| هارالامبوس 79' | تقرير | ويلفريد كوهلارس 33' رودولف برونينميير 60' (ركلة.) |

فاز ميونخ 1860 10-1 في المجموع.
| لينفيلد                                                      | 1-6   | أريس بونيفوي    |
| ------------------------------------------------------------ | ----- | --------------- |
| آرثر توماس 8'، 24'، 70' · فيل سكوت 16'، 82' · سامي بافيس 81' | تقرير | جوني شراينر 83' |

فاز أريس بونيفوي 4-9 في المجموع.
| أولمبياكوس         | 0-1   | سسكا صوفيا |
| ------------------ | ----- | ---------- |
| جيورجوس سيدريس 64' | تقرير |            |

فاز سسكا صوفيا 3-2 في المجموع.
| فرانكفورت                                | 1-2   | غورنيك زابجه            |
| ---------------------------------------- | ----- | ----------------------- |
| يورغن بيبينبورغ 23' · يورغن نويلدنير 31' | تقرير | فلودزيميرز لوبانسكي 38' |

تعادل الفريقان بنتيجة إجمالية 3-3 وتوجها لمباراة فاصلة.
| غورنيك زابجه                                | 1-3   | فرانكفورت        |
| ------------------------------------------- | ----- | ---------------- |
| فلودزيميرز لوبانسكي 7'، 54' · إرنست بول 22' | تقرير | بيتر كالينكي 74' |

فاز غورنيك زابجه في المباراة الفاصلة.

## الدور الثاني
| فريق1      | النتيجة الإجمالية | فريق 2        | مباراة الذهاب | مباراة الإياب |
| ---------- | ----------------- | ------------- | ------------- | ------------- |
| فويفودينا  | 3-3               | أتلتيكو مدريد | 1-3           | 2-0           |
| نانت       | 6-2               | سلتيك         | 3-1           | 3-1           |
| أياكس      | 3-7               | ليفربول       | 1-5           | 2-2           |
| دوكلا براغ | 2-6               | رويال أندرلخت | 1-4           | 1-2           |
| إنتر ميلان | 1-4               | فاساس         | 1-2           | 0-2           |
| ميونخ 1860 | 3-2               | ريال مدريد    | 0-1           | 3-1           |
| فوليرينغا  | 5-2               | لينفيلد       | 4-1           | 1-1           |
| سسكا صوفيا | 3-4               | غورنيك زابجه  | 0-4           | 3-0           |

### مباريات الذهاب
| فويفودينا | 1-3   | أتلتيكو مدريد |
| --------- | ----- | ------------- |
|           | تقرير |               |

| نانت | 3-1   | سلتيك |
| ---- | ----- | ----- |
|      | تقرير |       |

| أياكس | 1-5   | ليفربول |
| ----- | ----- | ------- |
|       | تقرير |         |

| دوكلا براغ | 1-4   | رويال أندرلخت |
| ---------- | ----- | ------------- |
|            | تقرير |               |

| إنتر ميلان | 1-2   | فاساس |
| ---------- | ----- | ----- |
|            | تقرير |       |

| ميونخ 1860 | 0-1   | ريال مدريد |
| ---------- | ----- | ---------- |
|            | تقرير |            |

| فوليرينغا | 4-1   | لينفيلد |
| --------- | ----- | ------- |
|           | تقرير |         |

| سسكا صوفيا | 0-4   | غورنيك زابجه |
| ---------- | ----- | ------------ |
|            | تقرير |              |

### مباريات الإياب
| أتلتيكو مدريد | 0-2   | فويفودينا |
| ------------- | ----- | --------- |
|               | تقرير |           |

| أتلتيكو مدريد | 3-2   | فويفودينا |
| ------------- | ----- | --------- |
|               | تقرير |           |

| سلتيك | 1-3   | نانت |
| ----- | ----- | ---- |
|       | تقرير |      |

| ليفربول | 2-2   | أياكس |
| ------- | ----- | ----- |
|         | تقرير |       |

| رويال أندرلخت | 2-1   | دوكلا براغ |
| ------------- | ----- | ---------- |
|               | تقرير |            |

| فاساس | 2-0   | إنتر ميلان |
| ----- | ----- | ---------- |
|       | تقرير |            |

| ريال مدريد | 1-3   | ميونخ 1860 |
| ---------- | ----- | ---------- |
|            | تقرير |            |

| لينفيلد | 1-1   | فوليرينغا |
| ------- | ----- | --------- |
|         | تقرير |           |

| غورنيك زابجه | 0-3   | سسكا صوفيا |
| ------------ | ----- | ---------- |
|              | تقرير |            |

## ربع النهائي
| فريق 1     | النتيجة الإجمالية | فريق 2     | مباراة الذهاب | مباراة الإياب |
| ---------- | ----------------- | ---------- | ------------- | ------------- |
| فويفودينا  | 2-1               | سلتيك      | 0-1           | 2-0           |
| أياكس      | 3-2               | دوكلا براغ | 1-1           | 2-1           |
| إنتر ميلان | 0-3               | ريال مدريد | 0-1           | 0-2           |
| لينفيلد    | 3-2               | سسكا صوفيا | 2-2           | 1-0           |

### مباريات الذهاب
| فويفودينا         | 0-1   | سلتيك |
| ----------------- | ----- | ----- |
| ميلان ستانيتش 70' | تقرير |       |

| أمستردام       | 1-1   | دوكلا براغ     |
| -------------- | ----- | -------------- |
| سياك سفارت 50' | تقرير | إيفان مراز 61' |

| إنتر ميلان          | 0-1   | ريال مدريد |
| ------------------- | ----- | ---------- |
| ريناتو كابيليني 54' | تقرير |            |

| لينفيلد                             | 2-2   | سسكا صوفيا            |
| ----------------------------------- | ----- | --------------------- |
| بريان هاميلتون 40' · تومي شيلدز 43' | تقرير | فاسيل رومانوف 2'، 63' |

### مباريات الإياب
| سلتيك                             | 0-2   | فويفودينا |
| --------------------------------- | ----- | --------- |
| ستيفي شالمرز 58' · بيلي مكنيل 90' | تقرير |           |

| دوكلا براغ                                             | 1-2   | أياكس أمستردام |
| ------------------------------------------------------ | ----- | -------------- |
| ستانيسلاف شترونك 72' (ركلة.) · فريتس سويتيكو 87' (ه.ذ) | تقرير | سياك سوارت 65' |

| ريال مدريد | 2-0   | إنتر ميلان                                   |
| ---------- | ----- | -------------------------------------------- |
|            | تقرير | ريناتو كابيليني 24' · إغناسيو زوكو 57' (ه.ذ) |

| سسكا صوفيا          | 0-1   | لينفيلد |
| ------------------- | ----- | ------- |
| ديميتار ياكيموف 54' | تقرير |         |

## نصف النهائي
| فريق 1     | النتيجة الإجمالية | فريق 2     | مباراة الذهاب | مباراة الإياب |
| ---------- | ----------------- | ---------- | ------------- | ------------- |
| سلتيك      | 1-3               | دوكلا براغ | 1-3           | 0-0           |
| إنتر ميلان | 2-2               | سسكا صوفيا | 1-1           | 1-1           |

### مباريات الذهاب
| سلتيك                                    | 1-3   | دوكلا براغ           |
| ---------------------------------------- | ----- | -------------------- |
| جيمي جونستون 27' · ويليام والاس 59'، 65' | تقرير | ستانيسلاف شترونك 44' |

| إنتر ميلان | 1-1 | سسكا صوفيا |
| ---------- | --- | ---------- |
|            |     |            |

### مباريات الإياب
|  | ضد |  |
|  | -- |  |
|  |    |  |

|  | ضد |  |
|  | -- |  |
|  |    |  |

|  | ضد |  |
|  | -- |  |
|  |    |  |

## النهائي
| سلتيك                            | 2–1   | إنتر ميلان                |
| -------------------------------- | ----- | ------------------------- |
| تومي جيمل 63' · ستيفي شالمرز 84' | تقرير | ساندرو ماتسولا 7' (ركلة.) |

## ترتيب الهدافين
| الترتيب | اللاعب            | النادي        | الأهداف |
| ------- | ----------------- | ------------- | ------- |
| 1       | باول فان همست     | رويال أندرلخت | 6       |
| 2       | ستيفي شالمرز      | سلتيك         | 5       |
| 2       | إرنست بول         | غورنيك زابجه  | 5       |
| 2       | آرثر توماس        | لينفيلد       | 5       |
| 5       | لويس أراغونيس     | أتلتيكو مدريد | 4       |
| 5       | يوهان ديفرينت     | رويال أندرلخت | 4       |
| 5       | تومي جيمل         | سلتيك         | 4       |
| 5       | فريدهيلم كونيتزكا | ميونخ 1860    | 4       |
| 5       | إيفان مراز        | دوكلا براغ    | 4       |
| 5       | لايوس بوشكاش      | فاساس         | 4       |
| 5       | فيل سكوت          | لينفيلد       | 4       |